# Junta de Escuelas Católicas de Dufferin-Peel
La Junta de Escuelas Católicas de Dufferin-Peel (Dufferin-Peel Catholic District School Board, DPCDSB) es un consejo escolar de Ontario. Tiene su sede en el Catholic Education Centre (Centro de educación católica) en Mississauga. Gestiona escuelas en la Regional Municipality of Peel (Mississauga, Brampton, y Caledon)  y el Condado de Dufferin.